# All About Ah-Long
Pour plus de détails, voir Fiche technique et Distribution.
All About Ah-Long (阿郎的故事, Ah Long dik goo si) est un film dramatique hongkongais de 1989, réalisé par Johnnie To  avec Chow Yun-fat, Sylvia Chang et Ng Man-tat.

## Synopsis
Chow Yun-fat qui joue Ah-Long, père de famille issu d'un milieu défavorisé, essaye tant bien que mal d'élever son fils, Porky (Wong Kwan Yuen). Les liens étroits entre le père et le fils sont mis à l'épreuve lors d'une rencontre fortuite d'Ah-Long avec son ex-petite amie (Sylvia Chang) qui va changer le cours de leur vie.

## Fiche technique
- Titre : All About Ah-Long
- Titre original : 阿郎的故事 (Ah Long dik goo si)
- Réalisation : Johnnie To
- Scénario : Sylvia Chang, Chow Yun-fat et Philip Cheng
- Producteur : Raymond Wong
- Musique originale : Richard Lo et Tayu Lo
- Photographie : Wing-Hung Wong
- Montage : Wing-ming Wong
- Pays :  Hong Kong
- Langue : cantonais - anglais
- Distribution : Cinema City Co. Ltd.
- Date de sortie : 
  -  Hong Kong : 16 mars 1989

## Réception
All About Ah-Long a connu le succès à Hong Kong, en raison de la popularité de Chow Yun-fat en tant qu'acteur à l'époque.

## Récompenses et distinctions
Le film a été sélectionné dans neuf catégories pour la 9e cérémonie des Hong Kong Film Awards, mais il n'a remporté que le trophée du meilleur acteur, pour Chow Yun-fat, qui était également en compétition dans la même catégorie pour God of Gamblers : 
- Vainqueur - Meilleur acteur (Chow Yun-fat)
- Proposé - Meilleur Réalisateur (Johnny To)
- Proposé - Meilleure actrice (Sylvia Chang)
- Proposé - Meilleur second rôle masculin (Wong Kwan-Yuen)
- Proposé - Prix du meilleur scénario (Ng Man-Fai, Philip Cheng Chung-Tai)
- Proposé - Meilleure image
- Proposé - Meilleur nouvel espoir (Wong Kwan-Yuen)
- Proposé - Meilleure musique (Law Tai-Yau, Lo Sai-Kit)
- Proposé - Meilleure chanson ( "Ah Long Love Song", interprétée par Sam Hui)

## Distribution
- Chow Yun-fat : Yeung Ah-Long
- Sylvia Chang : Sylvia Poon / Por-Por
- Ng Man Tat : Dragon Ng
- Huang Kun-Hsuen : Porky Yeung
- Raymond Wong : Patrick, le nouveau petit ami de Sylvia
- Wong Tin-Lam : Producteur TV

## Lieux de tournage
- Le restaurant Shatin Inn à Sha Tin, où Ah-Long révèle à Sylvia que Porky est son fils
- Le circuit Guia du Grand Prix de Macao a servi de décor pour la course de moto finale